# Дурылин, Сергей Николаевич
Серге́й Никола́евич Дуры́лин (14 [26] сентября 1886, Москва — 14 декабря 1954, Болшево) — русский педагог, богослов, литературовед, религиозный писатель и поэт (псевдонимы: Сергей Северный, Р. Артем, Библиофил, М. Васильев, С. Д., И. Комиссаров, Н. Кутанов, В. Никитин, Д. Николаев, С. Николаев, Д. Николаев-Дурылин, Н. Сергеев, М. Раевский, Мих. Раевский, С. Раевский, Сергей Раевский).

## Биография

### Происхождение
Родился в купеческой семье. Отец, Николай Зиновьевич (1832—1899), принадлежал к старому купеческому калужскому роду и в одиннадцатилетнем возрасте был отдан в «мальчики» к богатому московскому купцу Капцову; дослужился до приказчика и на свадьбу, как сообщают некоторые авторы, получил от хозяина в подарок лавочку близ Ильинских ворот. Н. З. Дурылин имел две лавки — на Ильинке возле церкви Никола «Большой крест» и в Богоявленском переулке — но был настолько уважаемым членом московского купечества, что получил приглашение на коронацию Николая II. О своей матери, Анастасии Васильевне, в одном из писем С. Н. Дурылин писал: «Мать моя… я имею некоторое основание думать, что её отец был не то лицо, которое значилось им официально, — не троице-сергиевский мещанин Кутанов, а один из представителей древнего русского княжеского рода» Дашковых. Но это была вторая жена отца первая умерла, оставив ему одиннадцать детей. Семья жила в собственном доме в Плетешковском переулке.

### Жизнеописание
Учился в 4-й Московской мужской гимназии, ушел из 6-го класса гимназии (декабрь 1903 года), поводом для ухода из гимназии послужило несогласие с господствующей системой образования. В 1903 году познакомился с Н. Н. Гусевым, секретарём толстовского издательства «Посредник», с 1904 года Дурылин — сотрудник этого издательства. В дальнейшем он — автор журналов «Свободное воспитание» (1907—1913; с 1907 года — секретарь редакции); сотрудник детских журналов: «Маяк» (1909—1913), «Проталинка». Автор: «Весы» (1909), «Русская мысль», «Голос минувшего», «Нива», «Путь», «Известия археологического общества изучения русского Севера» (1913), «Известия общества изучения Олонецкой губернии» (1913); альманаха «Труды и дни» (1913); газет «Новая Земля» (1910, 1912), «Русские Ведомости» (1910—1913). В советское время публиковался в журналах «Возрождение», «Красная нива», «Сибирские огни», «Театр и драматургия», «Тридцать дней», «Огонек», «Красная новь». Газетах: «Вечерняя Москва», «Советская Сибирь», «Советское искусство» и во многих других периодических изданиях.
Занимался частной педагогической деятельностью, среди его учеников Игорь Ильинский, Борис Пастернак, художник Николай Сергеевич Чернышов. В позднейшей автобиографии Пастернак пишет о С. Н. Дурылине: «Это он переманил меня из музыки в литературу…»
С 1906 по 1917 год совершил ряд поездок по русскому Северу — Олонецкая губерния, Архангельск, Соловецкий монастырь, Кандалакша, Лапландия, Кемь, берега Норвегии, Пудож, Петрозаводск, старообрядческим местам Заволжья (1913—1915) и Калужской губернии (город Боровск, 1915). Причина этих путешествий была не только археолого-этнографической. Поездки Дурылина вполне вписываются в общую традицию интеллигентских «духовных путешествий» и интереса к расколу.
В 1910 году совершился перелом в жизни Дурылина: он вернулся к «вере отцов», которая была потеряна в гимназические годы. В 1910—1914 годах он учился в Московском Археологическом институте; темой его выпускной работы стала иконография Святой Софии.
В 1911—1913 годах регулярно посещал ритмический кружок Андрея Белого при издательстве «Мусагет». В 1911 году в «Мусагете» вышла «Антология», где в числе авторов значился Сергей Раевский.
С осени 1912 года Дурылин был секретарём Московского религиозно-философского общества памяти Владимира Соловьева (МРФО) — вплоть до его закрытия: последнее заседание общества состоялось 3 июня 1918 года. Статьи и исследования этого периода представляют собой опубликованные тексты докладов в МРФО: «Судьба Лермонтова» (1914); «Академический Лермонтов и лермонтовская поэтика» (1916); «Россия и Лермонтов. К изучению религиозных истоков русской поэзии» (1916); О религиозном творчестве Н. С. Лескова (1916).
В 1913 году в издательстве «Мусагет» была опубликована его книга «Рихард Вагнер и Россия. О Вагнере и будущих путях искусства», в которой он впервые использовал образ «незримого града Китежа» как подлинного основания русской духовной культуры. В этом же, 1913 году, в книгоиздательстве «Путь» вышла ещё одна книга на китежскую тему — «Церковь Невидимого Града. Сказание о граде-Китеже». В 1911—1913 годах Дурылин был близок к добролюбовцам П. П. Картушину и Н. Г. Суткову; на средства Картушина было предпринято издание Лао-цзы, вышедшее в 1913 году в обложке работы В. А. Фаворского с вступительной статьёй и примечаниями Дурылина, сделанными по китайским источникам — материалы предоставил переводчик — Д. П. Кониси.
В июле 1915 года Дурылин признавался в одном из писем: «Я был на пороге двух аскетизмов: в юности рационалистического интеллигентского, теперь стою на пороге полумонашеского… И я знаю, что должен стоять, постояв, переступить этот порог и уйти». Он уехал в Оптину пустынь с решимостью уйти в монастырь, но оптинский старец Анатолий посчитал, что он пока не готов к этому. Летом 1916 года в «Богословском вестнике» о. Павла Флоренского была опубликована работа Дурылина «Начальник тишины», в которой впервые звучит тема Оптиной пустыни как реального воплощении «Града Незримого».
Писатель Иван Наживин в книге «Записки о революции» пишет, что в 1918 году «… писатель С. Н. Дурылин, — был уже секретарем Всероссийского Церковного Собора и студентом духовной академии в Троице-Сергиевой Лавре».
В 1919 году Дурылин переселился в Сергиев Посад — занимался описью лаврских реликвий XVII века и готовился к принятию священнического сана. Был рукоположён в целибатные священники в марте 1920 года, служил в церкви Николая Чудотворца в Клённиках под руководством о. Алексея Мечёва. Здесь Дурылин познакомился со своей будущей женой — Ириной Алексеевной Комиссаровой. В 1921 году был назначен настоятелем в Боголюбскую часовню (ныне разрушена) у Варварских ворот Китайгородской стены.
20 июня 1922 года последовал арест о. Сергия Дурылина, полгода Бутырской и Владимирской тюрем и последующая ссылка в Челябинск, где до 1924 года он заведовал археологическим отделом Челябинского музея. Существует версия о сложении Дурылиным священнического сана, но документального подтверждения её в архивах Московской Патриархии не обнаружено. С 1924 года Дурылин начал вести записки «В своем углу», где фиксировал самые разные проявления своей жизни, включая в них переписку с друзьями, которые не оставили его — письма Нестерова, Волошина, Богаевского, Пастернака, Звягинцевой, Фалька, Чулкова; последняя тетрадь «Углов» была завершена в 1939 году, однако работа над корпусом текста в 1500 страниц продолжалась вплоть до 1941 года. В ссылке были написаны важнейшие разделы будущей книги о М. В. Нестерове, посвящённые циклу картин о Сергии Радонежском; рукопись была послана Нестерову, который, не скрывая своей радости от прочитанного написал: «так о моих „Сергиях“ ещё не писали».
В конце 1924 года вернулся в Москву, работал внештатным сотрудником ГАХНа по «социологическому отделению», жил и работал в Мураново. В 1927 году — новая ссылка — в Новосибирск, заменённый на Томск.
В 1930 было получено разрешение на переезд в Киржач, а через несколько лет состоялся переезд в Москву, омрачившийся трагедией: при перевозке сгорел багаж, где были рукописи и бесценные книги, многие с автографами. Однако это обстоятельство, тяжело подействовавшее на психику Дурылина, способствовало переходу его от литературоведения к театроведению. В середине 1930-х годов — он старший научный сотрудник Музея Малого театра и один из самых популярных театральных критиков; проводил широкую лекционную работу. С 1938 года — сотрудник ИМЛИ.
С 1936 года до своей смерти жил в Болшеве (ныне район города Королёв). Здесь Дурылин продолжал и систематизировал свои исследования о Н. С. Лескове, К. Н. Леонтьеве, В. В. Розанове, ранних славянофилах; богословские труды, прозаические сочинения, стихи разных лет.
В 1944 году С. Н. Дурылину было присвоено звание доктора филологических наук; с 1945 года он — профессор, заведующий кафедрой истории русского и советского театра ГИТИСа; также, старший научный сотрудник сектора истории театра вновь организованного Института истории искусств АН СССР.
29 октября 1949 года за исследования в области русской классической драматургии, сценической истории пьес, изучение проблем актёрского творчества Дурылин был награждён орденом Трудового Красного Знамени.
Архив С. Н. Дурылина находится в РГАЛИ фонд номер 2980 и в Мемориальном Доме-музее С. Н. Дурылина.
Умер 14 декабря 1954 г., похоронен в Москве, на Даниловском кладбище.

## Семья
Жена: Ирина Алексеевна Комиссарова (1899—1976). Родилась в крестьянской семье в деревне Сытино Смоленской губернии. После смерти матери её отец взял 13-летнюю дочь с собой в Москву, где в 1920 году она познакомилась с С. Н. Дурылиным, когда он после вечерни в храме на Маросейке проводил беседы.

## Память
В городе Королёве в микрорайоне Болшево в 1993 году был открыт Мемориальный дом-музей С. Н. Дурылина. В честь Дурылина названа одна из городских улиц города Королёва и Болшевская городская библиотека № 2. Городской администрацией Королёва с 2008 года учреждена «Литературная премия памяти Сергея Николаевича Дурылина» — в конкурсе принимают участие прозаики, поэты, публицисты, детские писатели в пяти номинациях: «Проза», «Поэзия», «Драматургия», «Литературоведение», «Публицистика» и «Открытие года».

## Творчество
В брошюре Дурылина — «Репин и Гаршин» (М., 1926) и др. — изучение биографии, литературной жизни. В статье «Академический Лермонтов и лермонтовская поэтика» («Труды и дни», VIII, 1916) дано исследование стиха Лермонтова с точки зрения теории Андрея Белого. Более ранние работы Дурылина: «Вагнер и Россия» (М., 1913), «Судьба Лермонтова» («Русская мысль», 1914, X) и др. написаны в духе идеалистической философии символизма. Большой интерес представляет работа Дурылина «Из семейной хроники Гоголя» [1928], содержащая эпистолярный материал, ярко характеризующий поместное хозяйство 30-х гг. (см. рецензию В. Переверзева в «Печати и революции», 1929, кн. IV).

## Сочинения
- Щепкин. — М.: Молодая гвардия, 1943. — (Великие люди русского народа) — 64 с.
- Лермонтов. — М.: Молодая гвардия, 1944. — (Великие русские люди) — 160 с.
- Мария Николаевна Ермолова. 1853—1928. Очерк жизни и творчества / Ред. Н. И. Игнатова, А. Т. Лифшиц. — М.: Изд-во АН СССР, 1953. — 650 с. — 10 000 экз.
- Нестеров. — М.: Молодая гвардия, 1965. — (Жизнь замечательных людей) — 528 с.
- Отец Иосиф Фудель: [Восп.] / Публ. Н. С. Фуделя, Г. Б. Кремнева, С. В. Фомина // Литературная учёба. — 1996. — Кн. 3. — С. 179—187.
- Собрание сочинений: в 3 т. / Сост., вступит. ст., подготовка текстов, коммент. А. Б. Галкина; подготовка текстов, коммент., послесловие М. А. Рашковской. — М.: Изд-во журнала «Москва», 2014.
- В родном углу: Как жила и чем дышала старая Москва. — М.: Никея; Редакция «Встреча», 2017. — 588 с. — ISBN 978-5-91761-721-3

### Переведенные на иностранные языки
- Вялікі русскі актор : До 150 годзя з дня нараждіния М. С. Шчэпкіна : [белорусск.] — Літаратура и мастацтво. — Минск, 1938. — № 63.
- Duriļins, S. N. Mihails Jurjevičs Ļermontovs : [лат.] — Rīga: VAPP, 1946.
- Durylin, S. Maxim Gorki. Zu seinem zehnten Todestag am 18 : [нем.] / Von Prof. S. Durylin. — Wiener Kurier : [газ.] — 1946. — Juni.
- Durilin S. N. Mihail Jurjević Ljermontov / S. N. Durilin; [prev. s ruskog Slavka Dimić-Piškin]. Beograd; Zagreb: Kultura, 1947. 163 str.
- Durylin S. Alexandre Dumas père en Russie : [фр.] — Paris: O. Zeluck, 1947. — 87 p.
- Durilins, S. Vecākie meistari. Literatura un Māksla : [латв.] — 1949, 16 okt.
- Durylin, S. Gogol und das Theater. [Mschr. autogr.] [Verfasser In] s.l., 1952
- Марія Заньковецька. 1860—1934. Життя і творчість : [укр.] — Киів, 1955.
- Дурилін С. Творча єдність : З історії україно-російських театральних зв’язків : [укр.] / Переклад П.Тернюка. — Київ: Державне видавництво образотворчого мистецтва і музичної літератури, 1957. — 173 с.
- Sergei N. Durylin. Ira Aldridge : [англ.] — Africa World Press, Inc., 2014. — ISBN 1592219810. — ISBN 978-15922198102014.

## Награды
- Орден Трудового Красного Знамени (26 октября 1949 года) — за выдающиеся заслуги в развитии русского театрального искусства и в связи с 125-летием со дня основания Государственного ордена Ленина Академического Малого театра[6].

## Комментарии
1. ↑  С. Н. Дурылин о таком факте биографии отца не сообщает: «Ни одной копейки не тратил отец на себя — ни на вино, ни на табак <…> Из этих же копеек сложились рубли, на которые от открыл впоследствии, уйдя с честью от Капцовых, своё небольшое дело»
2. ↑  Первая книга С. Н. Дурылина, вышедшая в 1908 году в издательстве «Посредник», была посвящена теме образования и называлась В школьной тюрьме. Исповедь ученика Архивная копия от 7 апреля 2015 на Wayback Machine.
3. ↑  Собрания бывали обычно в конторе издательства, но по воскресеньям часто встречались в мастерской скульптора К. Крахта на Пресне.
4. ↑  В конце 1952 года Дурылин записал в своём дневнике: «…с этой встречи началась новая жизнь, — и вот уже четверть века эта жизнь вся обласкана, озабочена, выношена, выстрадана, выпасана тобою, — одной тобою». Гражданский брак был зарегистрирован только в 1933 году, в Киржаче.
5. ↑  С этим циклом логически и хронологически связан другой — «В родном углу», над которым Дурылин работал вплоть до самой смерти.
6. ↑  Только в 1942 году был напечатан краткий очерк «М. В. Нестеров»; в 1949 году книга «Нестеров-портретист»; через 11 лет после смерти автора в серии «ЖЗЛ» вышла, наконец — в сильно урезанном виде — эта монография С. Н. Дурылина.